# Sollia (Fjordruta)
A Sollia turistaútvonal, másik nevén Fjordruta Norvégia Sør-Trøndelag megyéjében található a Vinjefjorden mellett található Hemne település környékén. A turistaösvény mintegy 7 kilométernyire nyugatra található Vinjeøra településtől.
A turistaútvonal meredeken emelkedő hegyoldalakon keresztül a síkvidékeken található kisebb vízfolyásokon át, kisebb mocsaras területekig, illetve tavak mellett halad el. Az útvonal mentén változatos növénytakaró található. Egyes helyeken fenyvesek, nyírfaligetek találhatóak, míg más esetekben az útvonal kietlen és kopár hegytetőkre visz fel, ahol csak mohás, alpesi növénytakaró él meg. Útja során a Vinjefjorden körül több turistaházban is meg lehet szállni. Ezeket a Norvég Turistaegyesület gondozza, akárcsak az útvonalat.
A Sollia turistaház 310 méteres tengerszint feletti magasságban található, ahonnan pazar kilátás nyílik a fjordra és környékére. A turistaházban, melyet 2003-ban felújítottak, közel 20 turista is meg tud szállni.A Sollia turistaházhoz közel, északi irányban a Storfiskytta, déli irányban a Storlisetra turistaházak találhatóak.

## Galéria

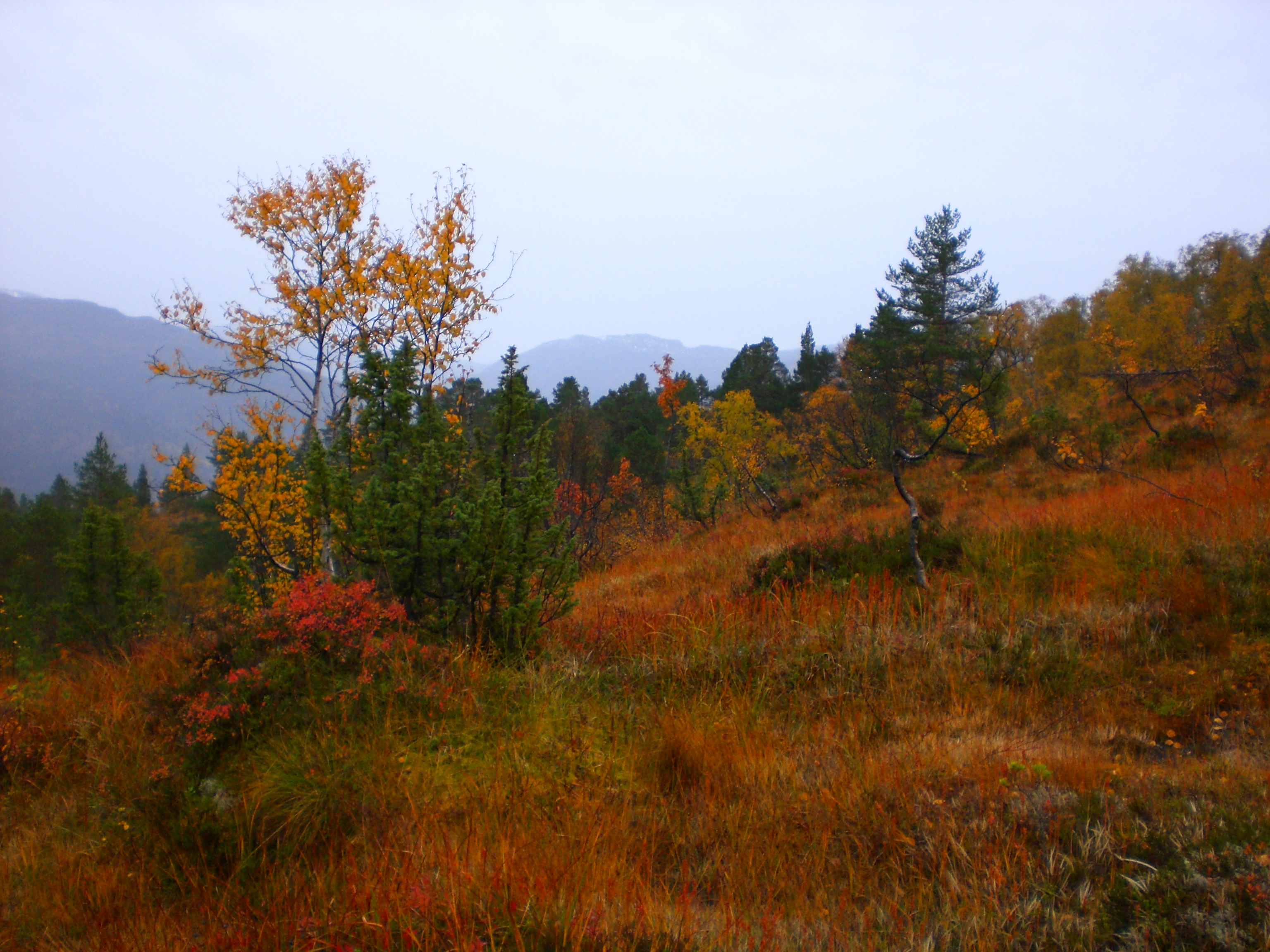
A Vinjeøra hegyen
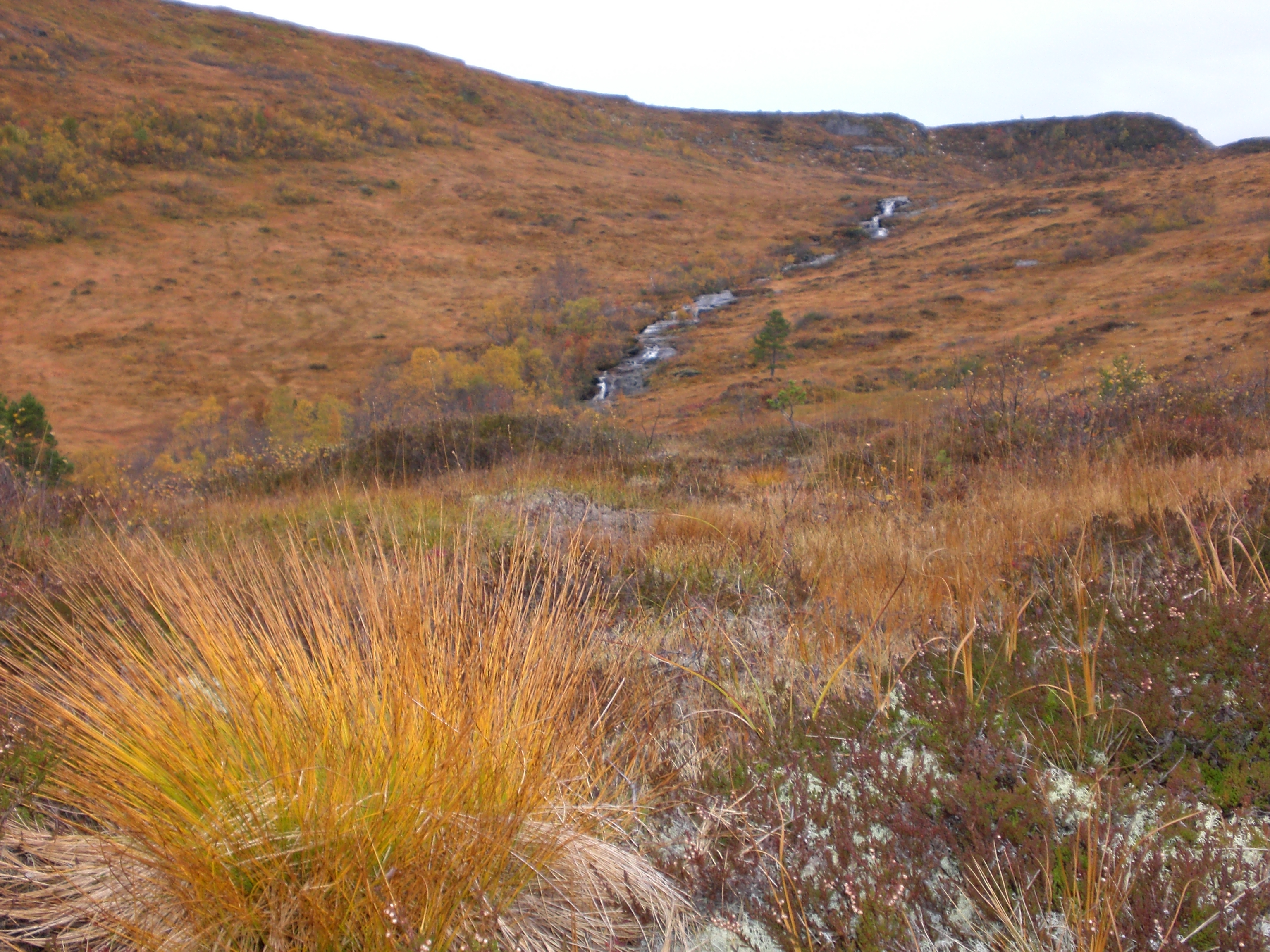
A fák életterének felső határán
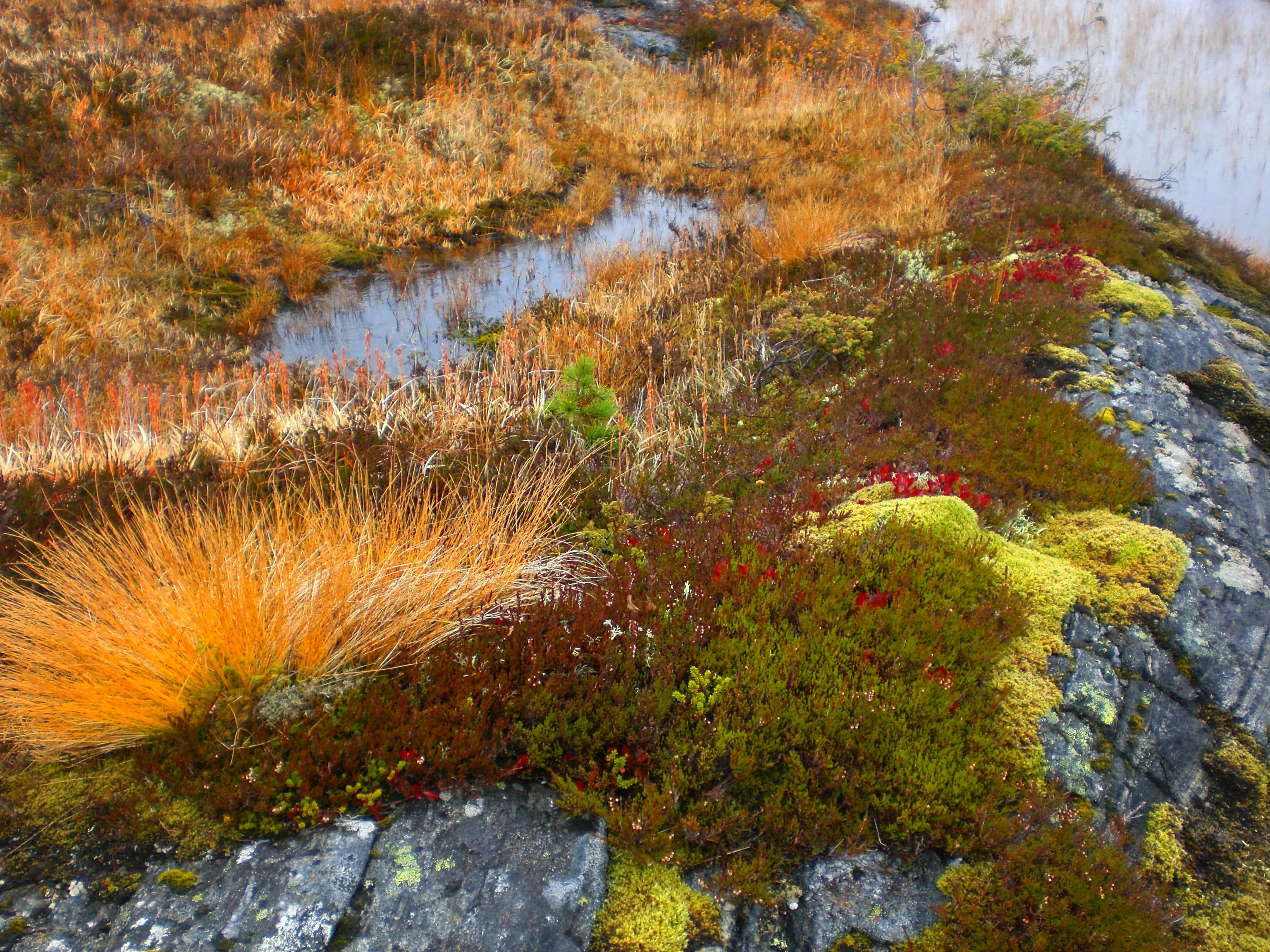
Sziklák és mohák
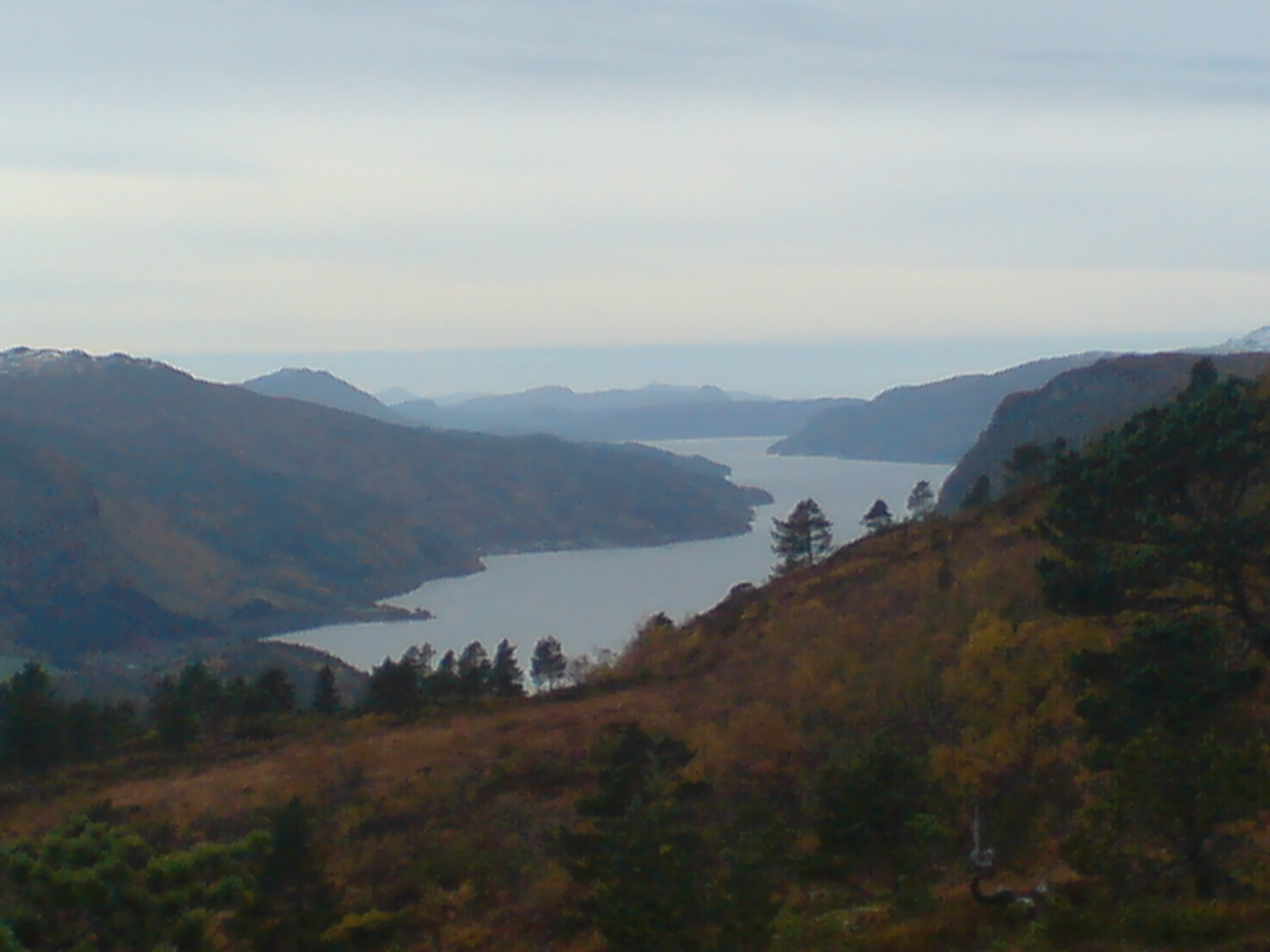
A Vinjefjorden látképe
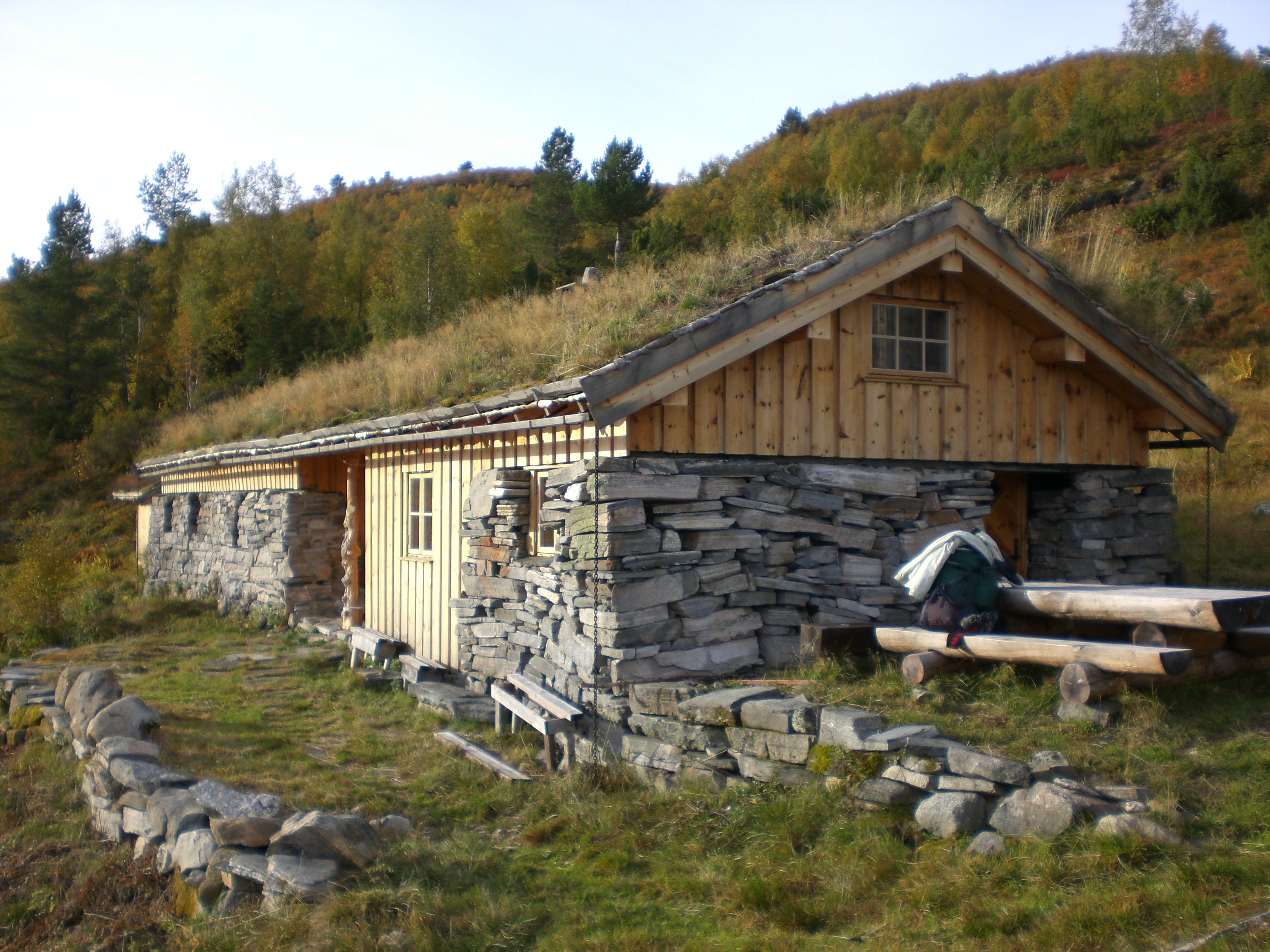
A Sollia turistaház önkiszolgáló rendszerű
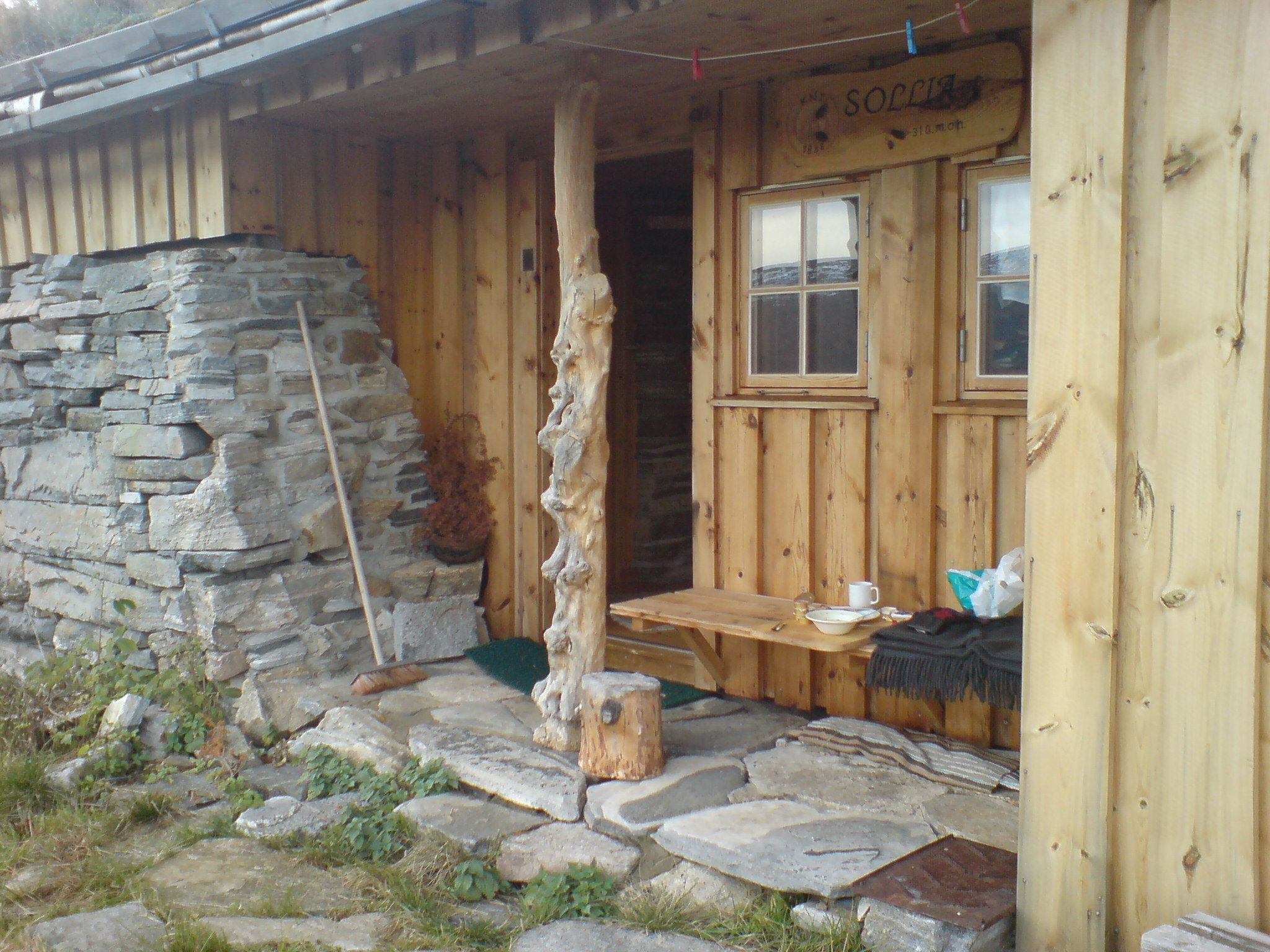
Bejárat a turistaházba
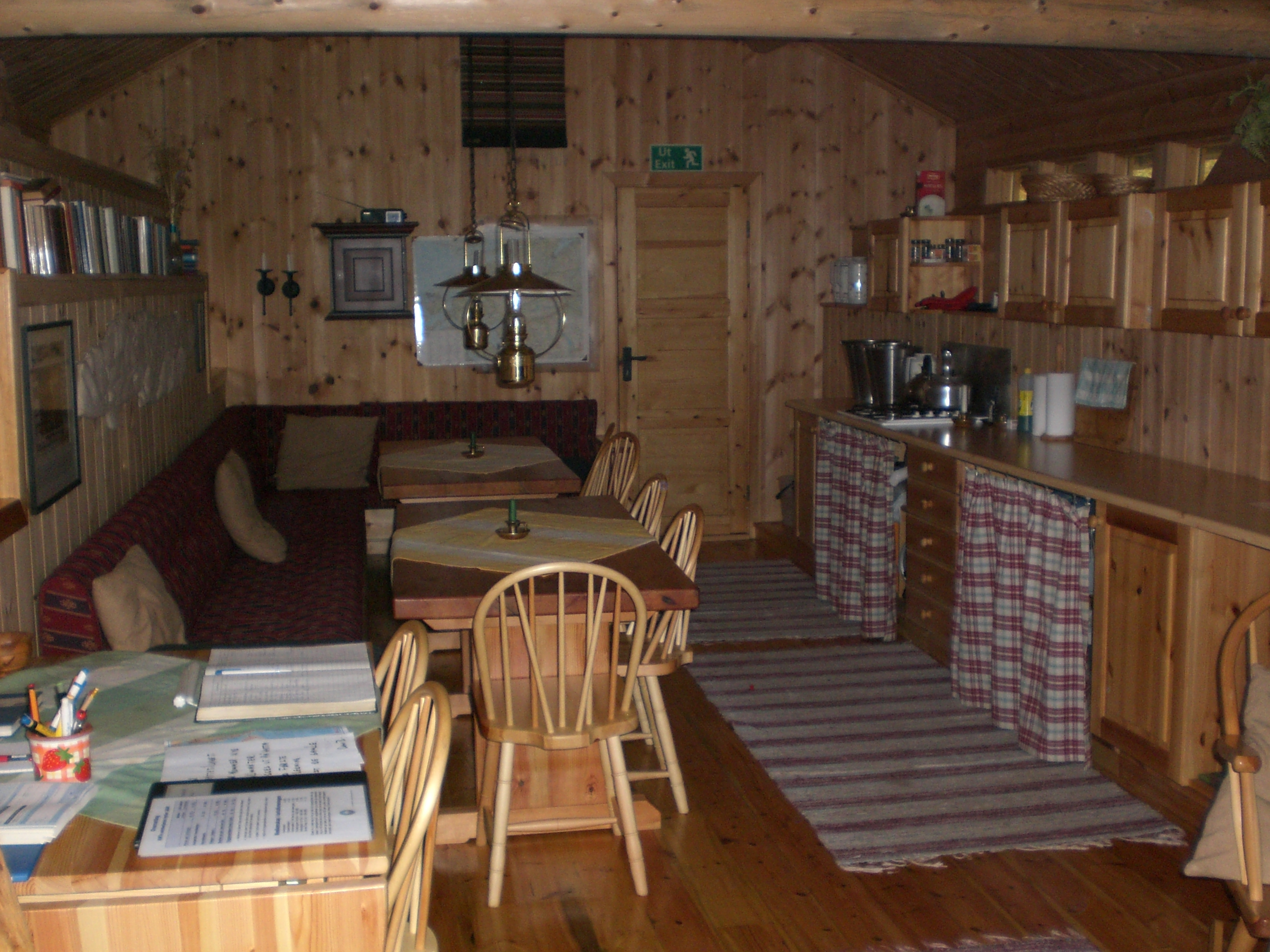
A közösségi helyiség a turistaházban

## Fordítás
Ez a szócikk részben vagy egészben  a   Sollia (Fjordruta) című angol Wikipédia-szócikk fordításán alapul.  Az eredeti cikk szerkesztőit annak laptörténete sorolja fel. Ez a jelzés csupán a megfogalmazás eredetét és a szerzői jogokat jelzi, nem szolgál a cikkben szereplő információk forrásmegjelöléseként.